# Slant Six Games
Slant Six Games — компания-разработчик видеоигр, основанная в 2005 году. Название фирмы происходит от наименования двигателя автомобиля 1959 Plymouth. Slant Six Games расположена в Ванкувере, Канада.

## Игры
| Название                              | Дата релиза     | Платформа                     |
| ------------------------------------- | --------------- | ----------------------------- |
| SOCOM: Tactical Strike                | 6 ноября 2007   | PlayStation Portable          |
| SOCOM: Confrontation                  | 14 октября 2008 | PlayStation 3                 |
| SOCOM: Fireteam Bravo 3               | 16 февраля 2010 | PlayStation Portable          |
| Resident Evil: Operation Raccoon City | 23 марта 2012   | PlayStation 3 / Xbox 360 / PC |